# Solar da Camoeira
O Solar da Camoeira é uma construção localizada em Évora, Portugal. É datada de 1500 e está localizada na Herdade da Camoeira. É composta por uma torre de estilo manuelino, sendo considerada um grande exemplar daquela corrente artística. O solar é constituído pela Torre velha e uma parte mais recente. De frisar o salão Nobre com abóboda de dois tramos atresonados. Pertence à família Costa Macedo desde o século XIX, herdada por via feminina da família Almeida e Noronha Camões, Marqueses de Angeja e Condes de Vila Verde (casa extinta).